# PeerJ
38°32′43″ пн. ш. 121°44′41″ зх. д. / 38.545379° пн. ш. 121.7445835° зх. д.
PeerJ — рецензований науковий мегажурнал із відкритим доступом, який висвітлює дослідження в галузі біологічних і медичних наук. Його видає однойменна компанія, співзасновниками якої є генеральний директор Джейсон Гойт (раніше працював в Mendeley) і видавець Пітер Бінфілд (раніше працював в PLOS One).
PeerJ був офіційно запущений у червні 2012 року, почав приймати заявки 3 грудня 2012 року та опублікував свої перші статті 12 лютого 2013 року Компанія є членом CrossRef, CLOCKSS, ORCID, та Асоціації наукових видавців відкритого доступу. Офіси компанії знаходяться в Корте-Мадера (Каліфорнія, США) і Лондоні (Велика Британія). Подані дослідження оцінюються виключно за науковою та методологічною обґрунтованістю (як у PLoS ONE), з можливістю відкритого рецензування, яке публікується разом із кожною статтею.

## Бізнес-модель
PeerJ використовує бізнес-модель, яка відрізняється від традиційних видавців — тим, що з читачів не стягується плата за підписку — і спочатку відрізнявся від основних видавців з відкритим доступом тим, що плата за публікацію стягувалася не за статтю, а за дослідника публікації та була набагато нижчою. PeerJ також запропонував послугу препринтів під назвою PeerJ Preprints (запущену 3 квітня 2013 року та припинену у вересні 2019 року). Зазначається, що низька вартість частково досягнута завдяки використанню хмарної інфраструктури: і PeerJ, і PeerJ Preprints працюють на Amazon EC2, а вміст зберігається на Amazon S3.

## Рецепція
Журнал реферується та індексується в Science Citation Index Expanded, PubMed, PubMed Central, Scopus, Web of Science, Google Scholar, DOAJ, базах даних Американського хімічного товариства (ACS), EMBASE, CAB Abstracts, Europe PubMed Central, AGORA, ARDI, HINARI, OARE, бази даних ProQuest і OCLC. За даними Journal Citation Reports, його коефіцієнт впливовості зріс з 2,118 у 2017 році до 2,353 у 2018 році
У квітні 2013 року журнал The Chronicle of Higher Education відзначив генерального директора та співзасновника PeerJ Джейсона Хойта одним із «Десяти найкращих технічних інноваторів року».
12 вересня 2013 року Асоціація наукових і професійних видавців присудила PeerJ нагороду «Видавнича інновація року».